# Heinrich Harnickell (General)
Heinrich Karl Hermann Harnickell (* 23. Januar 1836 in Wabern; † 16. Mai 1920) war ein preußischer Generalleutnant.

## Leben

### Herkunft
Heinrich war ein Sohn des gleichnamigen Kurhessischen Forstinspektors Heinrich Harnickell (1793–1860) und dessen Ehefrau Marie, geborene Keßler.

### Militärkarriere
Nach seiner Erziehung an der Kriegsschule in Kassel wurde Harnickell am 26. Mai 1854 als Portepeefähnrich dem Jäger-Bataillon der Kurhessischen Armee überwiesen. Er avancierte Mitte September 1854 zum Sekondeleutnant und war ab Ende Januar 1862 als Adjutant tätig. In dieser Stellung stieg er Ende April 1866 zum Premierleutnant auf und wurde nach dem verlorenen Krieg gegen Preußen sowie der Annexion des Kurfürstentums am 30. Oktober 1866 mit seinem Dienstgrad im Brandenburgischen Jäger-Bataillon Nr. 3 der Preußischen Armee angestellt.
Unter Beförderung zum Hauptmann erfolgte am 21. November 1869 seine Ernennung zum Kompaniechef. Im Krieg gegen Frankreich führte Harnickell seine Kompanie zunächst bei Spichern. Durch eine in der Schlacht bei Mars-la-Tour erlittene Verwundung konnte er nicht an den weiteren Kampfhandlungen des Krieges teilnehmen. Für sein Wirken zeichnete man ihn mit dem Eisernen Kreuz II. Klasse aus und versetzte ihn nach dem Friedensschluss am 11. März 1873 in das Rheinische Jäger-Bataillon Nr. 8 nach Wetzlar. Als überzähliger Major wurde Harnickell am 15. September 1877 dem 5. Pommerschen Infanterie-Regiment Nr. 42 aggregiert und am 25. September 1877 als etatsmäßiger Stabsoffizier in das Regiment einrangiert. Im Herbst 1880 nahm Harnickell an der Generalstabsübungsreise des XV. Armee-Korps teil. Im Zuge der Heereserweiterung wurde er mit Wirkung zum 1. April 1881 in das Infanterie-Regiment Nr. 130 nach Trier versetzt und Mitte des Monats zum Kommandeur des Füsilier-Bataillons ernannt. Daran schloss sich vom 13. Juni 1885 bis zum 13. Juni 1888 eine Verwendung als Oberstleutnant und etatsmäßigen Stabsoffizier im Anhaltischen Infanterie-Regiment Nr. 93 an. Anschließend beauftragte man Harnickell unter Stellung à la suite zunächst mit der Führung des 2. Oberschlesischen Infanterie-Regiments Nr. 23 und am 21. Juli 1888 stieg er als Oberst zum Regimentskommandeur auf. Mit der Beförderung zum Generalmajor wurde Harnickell am 15. Dezember 1890 als Kommandeur der 36. Infanterie-Brigade nach Rendsburg versetzt. In dieser Stellung erhielt er anlässlich des Ordensfestes im Januar 1893 den Roten Adlerorden II. Klasse mit Eichenlaub, bevor man ihn am 16. März 1893 in Genehmigung seines Abschiedsgesuches mit Pension zur Disposition stellte.  
Nach seiner Verabschiedung lebte Harnickell in Kassel und erhielt am 11. September 1903 den Charakter als Generalleutnant.